# Adrian Dunbar
Adrian Dunbar (Enniskillen, 1 augustus 1958) is een Noord-Iers acteur.
Dunbar werd geboren in Enniskillen als oudste in een gezin van zeven kinderen. In 1983 studeerde hij af aan de Guildhall School of Music and Drama in Londen. Dunbar kreeg in 2009 een eredoctoraat van de Ulster University in Noord-Ierland voor zijn acteerwerk.
Dunbar begon in 1980 met acteren in de film The Long March, waarna hij nog meerdere rollen speelde in films en televisieseries.
Dunbar is in 1986 getrouwd met de Australische actrice Anna Nygh met wie hij een dochter heeft, zijn vrouw heeft ook nog een zoon uit een eerdere relatie. Hij woont nu met zijn gezin in Crouch End.

## Filmografie

### Films
Uitgezonderd korte films.
- 2022 Emily - als Patrick Brontë
- 2017 The Snowman - als Frederik Aasen
- 2016 The Secret Scripture - als dr. Hart
- 2014 Walter - als DI Walter Gambon
- 2012 Good Vibrations - als Andy
- 2011 Mother's Milk - als Seamus Dorke
- 2010 Mo - als David Trimble
- 2009 Act of God - als Frank O'Connor
- 2008 The Last Confession of Alexander Pearce - als Philip Conolly
- 2006 Eye of the Dolphin - als Hawk
- 2005 Child of Mine- als Alfie Palmer
- 2005 The Quatermass Experiment - als rechercheur Lomax
- 2005 Kidnapped - als Alexander Balfour / Ebenezer Balfour
- 2004 Mickybo and Me - als Mickybo's Da
- 2003 Suspicion - als Mark Finnegan
- 2002 Tough Love - als Mike Love
- 2002 Triggermen - als Andy Jarrett
- 2002 Shooters - als Max Bell
- 2001 How Harry Became a Tree - als George
- 2000 Wild About Harry - als J.J. MacMahon
- 2000 The Wedding Tackle - als mr. Mac
- 1999 Star Wars: Episode I - The Phantom Menace - als Bail Antilles
- 1998 The Officer from France - als Wolfe Tone
- 1998 The General - als Noel Curley
- 1995 Cruel Train - als Jack Dando
- 1995 Richard III - als James Tyrell
- 1995 The Near Room - als Charlie Colquhoun
- 1995 Innocent Lies - als an Cross
- 1994 Pleasure - als Gustave Coudray
- 1994 The Blue Boy - als Joe Bonnar
- 1994 Widows' Peak - als Godfrey Doyle-Counihan
- 1992 The Crying Game - als Maguire
- 1992 The Playboys - als Mick
- 1991 Hear My Song - als Micky O'Neill
- 1989 Dealers - als Lennon Mayhew
- 1989 My Left Foot: The Story of Christy Brown - als Peter
- 1988 The Four Minute Mile - als Norris McWhirter
- 1988 The Dawning - als kapitein Rankin
- 1988 A World Apart - als Le Roux
- 1986 Sky Bandits - als monteur
- 1984 The Hidden Curriculum - als Boyd
- 1984 After You've Gone - als Chris
- 1980 The Long March - als Colm

### Televisieseries
Uitgezonderd eenmalige gastrollen.
- 2022-2024 Ridley - als Alex Ridley - 12 afl.
- 2012-2021 Line of Duty - als Ted Hastings - 36 afl.
- 2018-2020 Blood - als Jim Hogan - 12 afl.
- 2017 Broken - als Peter Flaherty - 6 afl.
- 2016 The Hollow Crown - als Plantagenet - 2 afl.
- 2014 A Touch of Cloth - als Damien Vull - 2 afl.
- 2012 The Life and Adventures of Nick Nickleby - als Ralph Nickleby - 5 afl.
- 2012 Silent Witness - als Sean Delaney - 2 afl.
- 2011 Death in Paradise - als Aidan Miles - 2 afl.
- 2010 A Touch of Frost - als Gerry Berland - 2 afl.
- 2009 Ashes to Ashes - als Martin Summers - 8 afl.
- 2008 Whistleblower - als Florence Wycherley - 2 afl.
- 1998 The Jump - als Alan Cox - 4 afl.
- 1997 Melissa - als Graeme Hepburn - 5 afl.
- 1993 A Woman's Guide to Adultery - als Michael - 3 afl.
- 1993 Cracker - als Thomas Kelly - 2 afl.
- 1991 Children of the North - als Martin Deeley - 3 afl.
- 1990 Centrepoint - als Brown - 2 afl.
- 1988 The Fear - als Con - 4 afl.
- 1985 The Price - als Willy - 4 afl.

- Biblioteca Nacional de España: XX1487107
- Bibliothèque nationale de France: cb14017532m (data)
- Gemeinsame Normdatei: 1062174623
- International Standard Name Identifier: 0000 0000 7840 0101
- Library of Congress Control Number: no2003071048
- MusicBrainz: 2356fb29-23e6-427c-b6ca-f5cd8196d23b
- Nationale Bibliotheek van Tsjechië: xx0157557
- Nationale bibliotheek van Australië: 40034628
- Nationale Bibliotheek van Israël: 987007352040905171
- Nederlandse Thesaurus van Auteursnamen: 240192214
- Système universitaire de documentation: 155549049
- Trove: 1443261
- Virtual International Authority File: 7586370
- WorldCat: E39PBJhCJw9gqtcvc7tTGgjV4q